# Рустак (Афганистан)
Рустак — село Тахарской провинции Афганистана, к северо-западу от Файзабада, на берегу речки, берущей начало из многочисленных источников Сари-Рустака.

## История
В средние века Рустак являлся большим торговым городом. В нём скрещивались торговые пути, идущие из Хутталяна (Куляба) на Файзабад и далее через Гиндукуш в Индию и из Кашгара в Кундуз, Балх и далее на Хорасан. Благодаря своему удобному расположению город играл большую роль в экономической и политической жизни Балхского ханства. Он был центром большой области, которой, согласно Махмуда ибн Вали, были подвластны в XVI—XVII веках такие крупные округа Бадахшана, как Дара и Дарваз. Подчинение последних имело место в 1635 году.
О внутреннем положении города и области в XV веке источники умалчивают. По-видимому, до XVI века они находились под управлением бадахшанских шахов. Некоторые сведения о них встречаются в трудах XVI века. Так, эмир Абдулла Насруллахи говорит, что Тохаристан, Кундуз, Баглан и Бадахшан с подвластными землями были захвачены в 1503—1504 году узбекским правителем Шейбани-ханом и пожалованы Махмуд-султану. После гибели последнего владения распались. Мухаммад курчи, один из оруженосцев Хосроу-шаха, убил шейбанидского наместника Рустака и завладел городом. Однако он правил недолго; в 1506 году весь Тохаристан и Бадахшан вновь оказались в руках Шейбани-хана. После его гибели Рустаком владели потомки тимуридского султана Абу Саида — Сулейман-шах и его сыновья, и только в 1584 году город был взят Шейбанидом Абдулла-ханом II (1557—1598), вновь обрёл власть над Рустаком. И только спустя 39 лет Аштарханиды, преемники Шейбанидов, после долгой и упорной борьбы подчинили себе город. При Надир Мухаммад-хане здесь правил Аллахберди-бий буйрак. В середине XVIII века Рустаком завладели представители узбекской династии Яридов, то есть потомки Ярбек-хана.
Судя по рукописным источникам, недра Рустака и его окраин были богаты полезными ископаемыми. Здесь добывались золото, серебро, олово, железо, медь сера, свинец, а из драгоценных камней лал и рубин.
Во второй половине XIX века Рустак, не без помощи Британской империи, был захвачен афганским эмиром Абдурахман-ханом и включён в состав Афганистана.